# Бернар Эзи I д’Альбре
Бернар Эзи I (фр. Bernard-Ezi Ier, Bernard Aiz Ier, лат. Bernardus Aiz de Lebret; ум. после 1097) — сеньор д’Альбре, вероятно сын Аманье II д’Альбре.

## Биография

### Правление
По реконструкции Ж. де Жургена, Бернар Эзи I был сыном Аманье II д’Альбре. 
Вместе с братом, виконтом Безома Гильомом Аманье I, Бернар Эзи I подписался на хартии, данной в 1079 или 1089 году монастырю Гран-Сов. Около 1085 года Бернар Эзи сделал пожертвование монастырю Гран-Сов.
Последний раз Бернар Эзи упоминается в 1097 году.

### Брак и дети
Имя жены Бернара Эзи неизвестно. Его сыновьями были:
- Аманье III (ум. после 1140), сеньор д’Альбре
- Гильом Аманье (ум. после 1105), сеньор де Брока